# اس‌ام یوبی-۲
اس‌ام یوبی-۲ (به انگلیسی: SM UB-2) یک زیردریایی بود که طول آن ۹۲ فوت ۲ اینچ (۲۸٫۰۹ متر) بود. این زیردریایی در سال ۱۹۱۵ ساخته شد.